# 生日效應
生日效應（英語：Birthday effect），當死亡對象的死因為自殺時又常稱之為生日憂鬱（英語：Birthday blues），是指在統計上人們的死亡機率在生日當天或接近生日時有所提高的現象。這個現象在英格蘭和威爾斯、瑞士、烏克蘭，以及美國對大範圍人口資料的研究中，到對美國職棒球員的小範圍研究中都有被觀察到。然而並不是在每項研究中都能發現到生日效應，所觀察到生日效應的影響也不都相等；例如在某些研究中，男女在臨近生日時的死亡率似乎不相等，而在其他的研究中卻沒有發現到顯著的性別差異。
對於生日效應發生原因的猜想有：飲酒、心理壓力增加、生日使絕症病患覺得死亡將近，或人體有著某種未知的一年會發生一次的生理循環等等。也有人認為生日效應僅是一種假象，可能是資料來源的參差不齊或「異常」所造成的，但卻無法解釋為何在那些已然控制著已知的資料「異常」的研究中也可以發現到生日效應。